# Svante Liljedahl
Svante Roland Liljedahl, född 15 september 1935 i Hovmantorp, Kronobergs län, död 16 augusti 2011 i Karlskrona stadsförsamling, Blekinge län, var en svensk officer i Flygvapnet.

## Biografi
Liljedahl blev fänrik i Flygvapnet 1957. Han befordrades till löjtnant 1959, till kapten 1965, till major 1970, till överstelöjtnant 1972, till överste 1979 och till överste av 1:a graden 1985.
Liljedahl inledde sin militära karriär i Flygvapnet vid Krigsflygskolan (F 5), där han utbildade sig till flygförare 1954–1957. 1957–1963 tjänstgjorde han som flygförare vid Blekinge flygflottilj (F 17). 1963–1965 var han divisionschef vid samma flottilj. 1967–1970 tjänstgjorde han som stabsofficer på Planeringsavdelningen vid Flygstaben. 1971–1972 var flygchef vid Blekinge flygflottilj (F 17). 1972–1975 var han detaljchef, och 1975–1976 var han regementsbefäl på Operationsledningen vid Försvarsstaben. 1976–1979 var han chef för Utbildningsavdelningen vid Flygstaben. 1979–1980 var han chef för Flygvapnets Krigsskola (F 20). 1980–1981 var han utredare vid Försvarsstaben, och 1981–1985 utredare vid Försvarsdepartementet. 1985–1990 var han sektorflottiljchef för Jämtlands flygflottilj (F 4/Se NN). Liljedahl lämnade Flygvapnet 1990.